# Gornja Crnča
Gornja Crnča (cyr. Горња Црнча) – wieś w Bośni i Hercegowinie, w Republice Serbskiej, w gminie Višegrad. W 2013 roku liczyła 6 mieszkańców.